# Games Convention

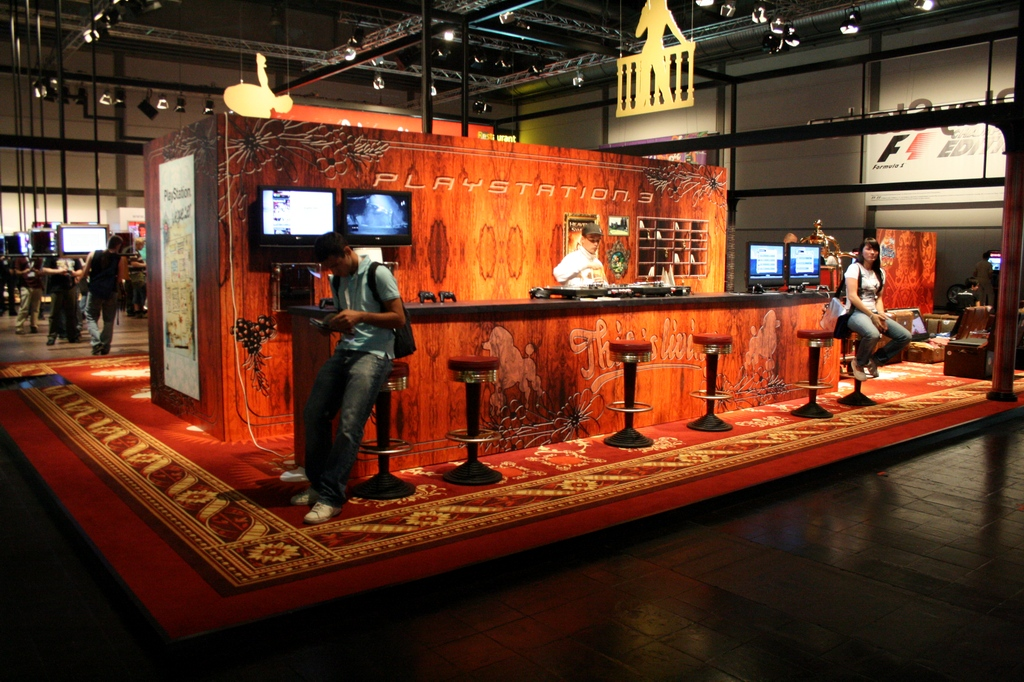
Sony-Bar auf der GC 2007

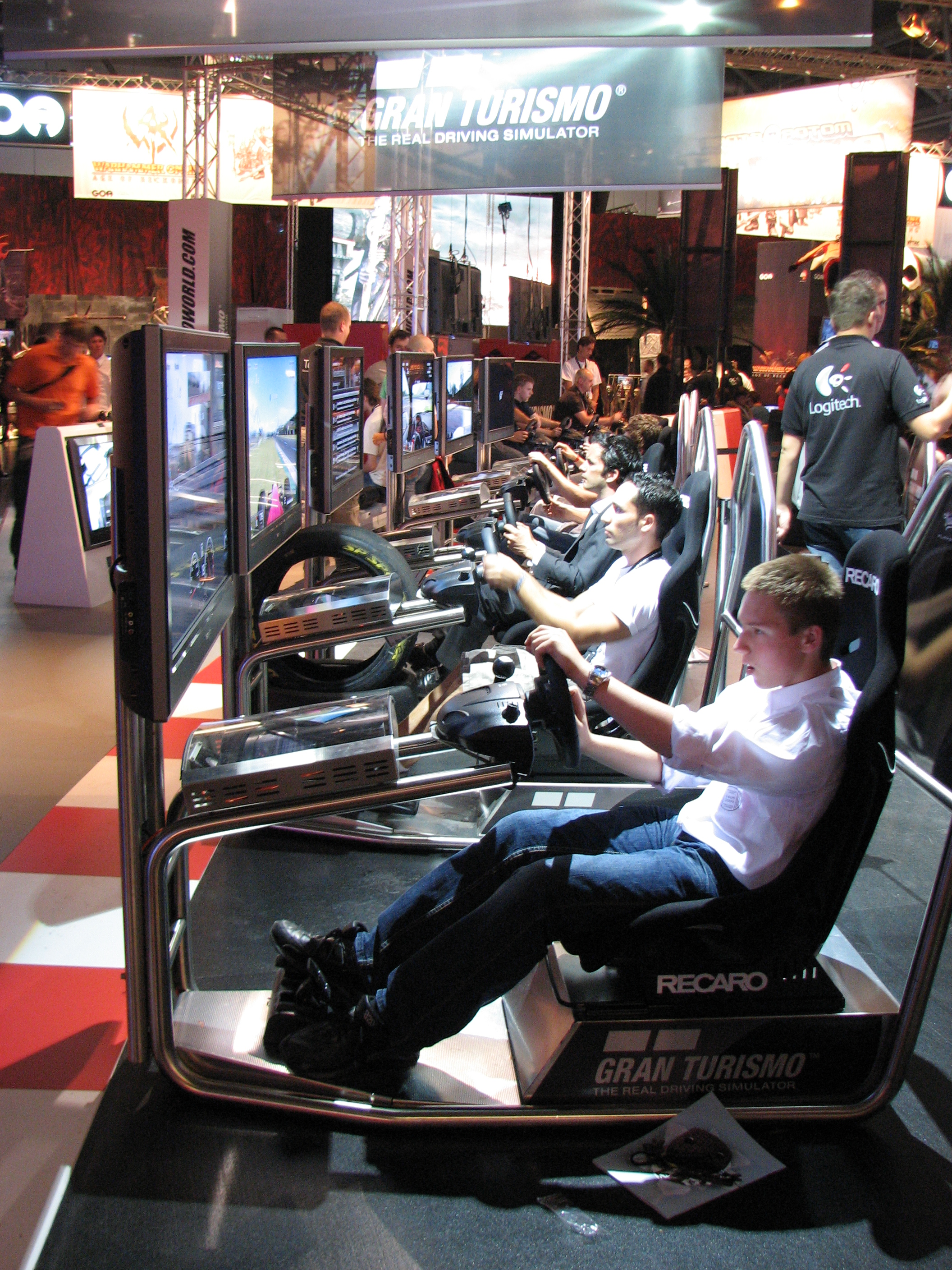
Gran-Turismo-Simulator auf der GC 2008

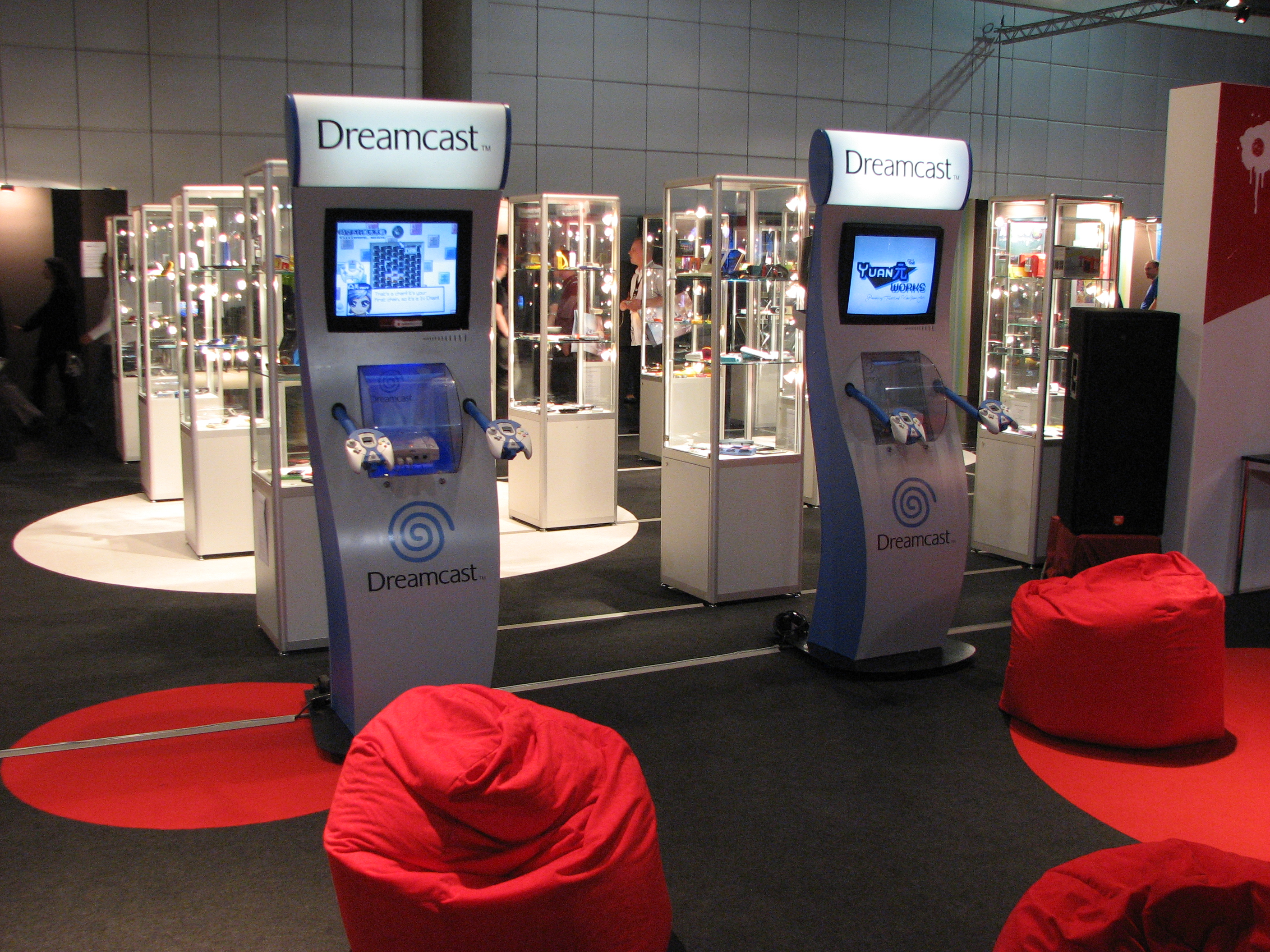
Dreamcast-Konsolen auf der GC 2008

Die Games Convention (kurz: GC) fand von 2002 bis 2008 jährlich in Leipzig als Messe für interaktive Unterhaltung, Infotainment, Hardware und Entertainment sowie Computerspiele statt. Sie war eine Veranstaltung der Leipziger Messe GmbH, als ideeller Träger fungierte bis Ende 2008 der Bundesverband Interaktive Unterhaltungssoftware (BIU).

## Games Convention bis 2008
Die Messe fand traditionell in der letzten Augustwoche in allen fünf Hallen des Leipziger Messegeländes statt und bot dem Publikum von Donnerstag bis Sonntag Zutritt, während für Pressevertreter und Händler am Mittwoch ein exklusiver Fachbesuchertag vorgesehen war. Sie war die wichtigste Messe ihrer Art in Europa und zog im Jahr 2007 185.000 Besucher, 503 Aussteller und über 3300 Pressevertreter aus 46 Ländern an. Damit war sie neben der Electronic Entertainment Expo (E3) und der Tokyo Game Show die bedeutendste Videospielemesse der Welt. Die Aussteller aus 31 Ländern zeigten nicht nur die neuesten Spiele, sondern auch begonnene Projekte und künftige Neuerscheinungen. Die Messe wurde jedoch 2009 durch die gamescom in Köln abgelöst.
Die GC diente von 2002 bis 2008 gleichermaßen als Fachbesucher- wie auch als Publikumsmesse. Während das Business-Center den Fachbesuchern, Ausstellern und der Presse vorbehalten war, füllten die meist jugendlichen Spieler die Messehallen.
Auf der Messe wurde Wert auf Familienfreundlichkeit gelegt. Das zeigte unter anderem die sogenannte „GC Family“, die 2006 und 2007 eine eigene Messehalle einnahm und größtenteils Lernsoftware präsentierte. Ebenfalls in der „GC Family“-Halle waren Stände der USK, der BPjM oder der bpb zu finden, die Eltern und Lehrer über den Jugendschutz informierten, sowie Stände diverser Fachhochschulen, die computerspielbezogene Studiengänge anboten. 2008 wurde dieser Bereich stark verkleinert.
Um das Bemühen um den Jugendschutz auch direkt auf der Messe deutlich zu machen, wurden farbige Armbändchen ausgegeben. Anhand dieser konnten Aussteller die Besucher in die Altersklassen „Ab 6“ (gelb), „Ab 12“ (grün), „Ab 16“ (blau) und „Ab 18“ (rot) einordnen und bestimmte Vorführungen nur für Personen, die das nötige Alter erreicht hatten, zugänglich machen.
Zwei Tage vor dem eigentlichen Event fand jeweils die GCDC (Games Convention Developer Conference) für Entwickler statt, am Vortag der Messe wurde bis 2007 im Leipziger Gewandhaus ein Eröffnungskonzert aufgeführt (vgl. Symphonische Spielemusikkonzerte).
2008 wurde ein neuer Besucherrekord mit über 200.000 Besuchern aufgestellt.

## Games Convention Online ab 2009

Logo der Games Convention Online

Der vormalige ideelle Träger BIU unterstützt seit 2009 nicht mehr die Games Convention, sondern die neue Kölner Messe gamescom. Dieser Abzug eines erfolgreichen Events aus einer strukturschwachen Region rief ein geteiltes Presseecho hervor.
Die Messe Leipzig gab dennoch bekannt, die Messe nach dem Besucherrekord 2008 auch 2009 wieder ausrichten zu wollen. Unterstützung wurde auch vom Freistaat Sachsen und der Stadt Leipzig angekündigt. Der Schwerpunkt lag nun auf Online-, Mobile- und Browserspielen. Die Messe fand im Jahr 2009 mit neuem Namen vom 31. Juli bis 2. August als Games Convention Online statt. Neben der klassischen Präsenzmesse konnten Besucher auch online teilnehmen.
Die Games Convention Online 2010 war stattdessen eine reine Fachmesse.
Für das Jahr 2011 und alle folgenden wurde die Games Convention Online vom Veranstalter abgesagt.
Auf die Games Convention folgend etablierte die Leipziger Messe zunächst die DreamHack Leipzig und ab 2023, mit der Unterstützung von Schenker Technologies/XMG, die Nachfolge-Veranstaltung Caggtus Leipzig.

## Die Games Convention im Ausland
Jeweils im September 2007 bis 2009 fand in Singapur mit der GCA Games Convention Asia ein asiatischer Ableger der Games Convention statt.
Außerdem planten die Veranstalter eine Games Convention in Nordamerika auszurichten.

## Messe-Statistik

### Games Convention in Leipzig
| Jahr | Zeitraum                    | Fachbesucher | Besucher | Journalisten | Aussteller | Ausstellungsfläche in Quadratmetern | Quellen |
| ---- | --------------------------- | ------------ | -------- | ------------ | ---------- | ----------------------------------- | ------- |
| 2002 | 29. August bis 1. September | 3.000        | 80.000   | 750          | 166        | 40.000                              | [ 12 ]  |
| 2003 | 21. August bis 24. August   | 6.000        | 92.000   | 1.300        | 207        | 40.000                              | [ 13 ]  |
| 2004 | 19. August bis 22. August   | 4.200        | 105.000  | 1.700        | 270        | 55.000                              | [ 14 ]  |
| 2005 | 17. August bis 21. August   | 6.200        | 136.584  | 2.000        | 279        | 80.000                              | [ 15 ]  |
| 2006 | 24. August bis 27. August   | 7.000        | 189.884  | 2.400        | 371        | 92.200                              | [ 15 ]  |
| 2007 | 23. August bis 26. August   | 12.300       | 185.010  | 3.395        | 503        | 112.500                             | [ 15 ]  |
| 2008 | 21. August bis 24. August   | 14.600       | 203.000  | 3.800        | 547        | 115.000                             | [ 16 ]  |

### GC Asia in Singapur
| Jahr | Zeitraum                        | Fachbesucher | Besucher | Journalisten | Aussteller | Ausstellungsfläche in Quadratmetern | Quellen |
| ---- | ------------------------------- | ------------ | -------- | ------------ | ---------- | ----------------------------------- | ------- |
| 2007 | 6. September bis 9. September   | −            | 70.000   | −            | 81         | −                                   | [ 17 ]  |
| 2008 | 18. September bis 20. September | −            | 92.000   | −            | 118        | 7.500                               | [ 17 ]  |
| 2009 | 17. September bis 20. September | −            | 102.500  | −            | 80         | −                                   | [ 18 ]  |

### Games Convention Online in Leipzig
| Jahr | Zeitraum               | Fachbesucher | Besucher | Journalisten | Aussteller | Ausstellungsfläche in Quadratmetern | Quellen |
| ---- | ---------------------- | ------------ | -------- | ------------ | ---------- | ----------------------------------- | ------- |
| 2009 | 31. Juli bis 2. August | 1.000        | 43.000   | 500          | 74         | 40.000                              | [ 19 ]  |
| 2010 | 8. Juli bis 10. Juli   | 630          | −        | −            | −          | −                                   |         |